# Reducción de alquinos de Chan
La reducción de alquino de Chan es una reducción estereoselectiva de alcoholes acetilénicos a alcoholes alílicos. Se usa hidruro de sodio y bis(2-metoxietoxi) aluminio (SMEAH, también conocido como Red-Al) o LiAlH4.

Ejemplo

## Mecanismo
La reacción inicia con una reacción ácido base de Bronsted-Lowry entre un hidruro y el protón del hidroxilo. Se forma hidrógeno durante esta reacción. El alcóxido formado se coordina con el aluminio. La vecindad de un equivalente de hidruro con la insaturación favorece la adición con formación de un carbanión vinílico. Al final se añade un ácido suave (como agua) para formar el alcohol vinílico.